# أوكامية

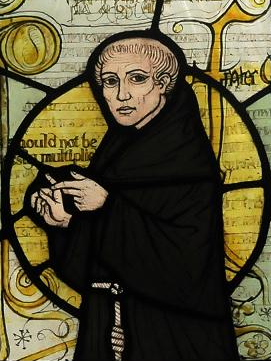
وليام الأوكامي التي سميت على اسمه الأوكامية.

الأوكامية (أو الأوكهامية)، هي التعليم الفلسفي واللاهوتي الذي طوره ويليام الأوكامي (1285 - 1347) وتلاميذه، والذي كان له انتشار واسع في القرن الرابع عشر.
اختلفت الأوكامية عن المدارس المدرسية الأخرى في نقطتين رئيسيتين: أولاً، جادلت نظرية الأوكامية بقوة في أن الأفراد فقط هم الموجودون، بدلاً من المسلمات أو الجواهر أو المثل الكلية فوق الفردية، وأن المسلمات هي نتاج تجريد من الأفراد بواسطة العقل البشري وليس لديهم وجود خارج العقل. ثانيًا، أنكرت الأوكامية الوجود الحقيقي للمسلمات الميتافيزيقية ودعت إلى تقليل علم الوجود.

## الموضوع والمنهج
تشكك الأوكامية في الميتافيزيقيا المادية والأرسطية، وتصر على وجه الخصوص بأن الحقيقة الوحيدة الأفراد للوصول إلى بديهية المعرفة. أما عن الكليات، والتي توجد فقط في العقل، ليس لها تطابق مع الواقع وهي مجرد علامات ترمز إلى تعدد الأفراد. كلما ابتعد المرء عن التجربة وعمم، كلما تخيل المرء دستور عام معبر عنه بالأسماء. لذلك من الضروري مراجعة الهياكل المنطقية للخطاب واللغة، مع الحرص على فصل الإشارة عن الشيء المدلول. إن نقد مفهوم السبب والجوهر - وخاصة من قبل نيكولاس الأوتريكولتي - يقلل من العلوم إلى طريقة فورية وبديهية للمعرفة.
يفصل الأوكاميين الذين يستخدمون الطريقة الاسمية اللاهوت عن الأسس الأرسطية، مما يجعلهم يفقدون أي إمكانية لتقديم أنفسهم كعلم، ويقلل الثقة في قوة العقل المطبقة على مظاهر وجود الله وخلود الروح. إنهم يدعمون قوة الله المطلقة التي تفسر عرضية المخلوقات وقوانين الطبيعة. تتضمن القدرة الإلهية المطلقة أيضًا حالة أن الله يمكنه أيضًا فهم كائن غير موجود: توقع «الله المخادع» وهو موضوع يستخدمه ديكارت في حل يقين الكوجيتو الديكارتي.